# Опажно
Опажно (пол. Oparzno) — село в Польщі, у гміні Свідвин Свідвинського повіту Західнопоморського воєводства.
Населення — 521 особа (2011).

## Демографія
Демографічна структура станом на 31 березня 2011 року:
|          | Загалом | Допрацездатний вік | Працездатний вік | Постпрацездатний вік |
| -------- | ------- | ------------------ | ---------------- | -------------------- |
| Чоловіки | 267     | 49                 | 197              | 21                   |
| Жінки    | 254     | 53                 | 159              | 42                   |
| Разом    | 521     | 102                | 356              | 63                   |